# Heinz von Vultée
Heinz von Vultée, född 27 juli 1902 i Kiel, Tyskland, död i december 1959 i Växjö, var en tysk-svensk kapellmästare, musiker och friherre.
von Vultée härstammade från en gammal tysk musikersläkt. Han studerade vid musikakademierna i Strassburg och Leipzig, och arbetade sedan som violinist i Danmark i tre år innan han flyttade till Sverige. Han var länge orkesterledare på Berns salonger och var under en period dirigent för Arne Hülphers 16-mannaorkester på Fenix-Kronprinsen. Han turnerade även i landsorten, bland annat med Riksteatern. I filmen Giftasvuxna döttrar (1933) hade han en liten roll som kapellmästare på en dansrestaurang.